# Правовой обычай
Правово́й обы́чай — исторически сложившийся источник права и правило поведения. Позже часто избирательно санкционировалось государством и включалось в его систему правовых норм.
Обычное право представляет собой одно из древнейших явлений в истории человечества. Причем проблемы возникновения, формирования и развития обычного права носят многоплановый характер, поскольку его нормы являются элементами национальной культуры. Изучение обычаев, их соотношения с другими источниками права важно для понимания исторического процесса возникновения права, а также преемственности в развитии правовых норм. В правовой науке, как отечественной, так и зарубежной, обычное право изучалось и изучается в историческом аспекте и в плане сравнения обычной нормы с другими социальными нормами.
Обычаи (обычные нормы) признаются источниками права не во всех государствах, и лишь в ограниченном круге правовых отношений.
Особая роль обычного права отмечается в неотдифференцированных правовых системах, где правовой обычай, доктрина и закон нередко конкурируют между собой. Однако обнаруживается тенденция к закреплению государством разделения сфер влияния (регулирования), нормирования общественных отношений со стороны указанных источников права. Особенно велика значимость обычно-правовых норм в национальных правовых системах африканских стран.
В развитых правовых системах правовой обычай выступает в качестве дополнительного источника права, когда норма правового обычая восполняет пробел, образовавшийся в результате неурегулированности того или иного условия в договоре или пробелы законодательства.
Значительную роль правовой обычай играет в международном праве в форме неписаных норм международного права.

## Понятие
Правовые обычаи есть особая разновидность общегражданских обычаев (к которым принято относить «обычаи делового оборота» и другие обычаи, «обыкновения» и «заведённый порядок»), действующих в обществе. Их содержание образует конкретные правила, предписывающие строго определённую линию поведения в тех или иных ситуациях. Устойчивость, повторяемость социальных отношений и связей вызывают возникновение в индивидуальном, групповом и массовом общественном сознании определённых стереотипов поведения.
Правовой обычай — это сложившееся и ставшее обязательным правило поведения в результате многократного и единообразного повторения в определённой сфере деятельности.
Появление обычного права в обществе было обусловлено определёнными социально-экономическими и культурными предпосылками.
Существуют различные теории происхождения обычно-правовых норм в человеческом обществе, которые сводятся к определению их авторами наличия или отсутствия детерминирующей роли государства в процессе зарождения правового регулятора в обществе. Первое направление связывает возникновение обычного права с периодом распада первобытного строя и становления государства. Такой позиции придерживались видные российские учёные дореволюционного периода Н. М. Коркунов, Г. Ф. Шершеневич и другие. Эту теорию развивали российские учёные В. П. Алексеев и А. И. Першиц.
Согласно второму направлению наиболее адекватной характеристикой регулятивной системы первобытности является именно обычное право, которое рассматривается как самостоятельный исторический тип права. В качестве синонима термина «обычное право» используется термин «архаическое право», чем подчёркивается его отличие от современного права. Такой подход образуют несколько самостоятельных концепций, которые развивают российские учёные Д. Ж. Валеев, А. И. Ковлер, К. В. Корсаков, Ю. И. Семенов, а также их зарубежные коллеги Н. Рулан, Р. Пэнто и другие.
Взаимосвязь государства и права несомненна, однако этот феномен, наблюдаемый в современной действительности, не означает невозможности возникновения права ранее возникновения государства, поскольку в догосударственном обществе уже существовала достаточно развитая нормативная система регуляции обычно-правового характера. А государство нашло лишь адекватные формы закрепления и интерпретации права в интересах господствующих сил.
Неразрывная связь правового содержания и юридической формы позволяет сформулировать два значения термина «обычное право», как в неюридическом смысле «протоправо», так и в чисто юридическом «правовой обычай». Это даёт основание считать, что генезис обычного права начинается с обычной нормы, которая на определённом этапе развития общества выступает индикатором важнейших, жизненно необходимых социальных ситуаций, действует в отношении всех, кто подпадает под её содержание и, что в дальнейшем, она переходит в разряд норм позитивного права.
Для распознания нормы обычного права и установления её содержания необходимо выделить внутренние формы обычного права, которые можно назвать способами выражения норм обычного права и классифицировать на две группы: способы выражения норм обычного права в виде актов автономной воли участников гражданско-правовых отношений и судебные способы. К первой группе относятся общественные или народные формы выражения норм обычного права (пословицы, поговорки, предания). Более важным способом в пределах данной группы является договор, в особенности, примерные условия договора, которые могут применяться в качестве правовых обычаев, а также своды унифицированных обычаев и правил.

## Формы санкционирования государством обычных норм
Одной из самых ранних форм выступает собирание и фиксирование этих норм в писаных правовых источниках. К ним относятся древнейшие памятники права в Индии, Греции, Франции, Германии, Древней Руси и так далее. Как уже упоминалось, ранее все эти государства трансформировали обычное право в законы. Этот процесс продолжается и сейчас, в основном в международном праве и в государствах традиционной правовой системы. Процесс выработки императивного правила, имеющего официальное значение, «шёл, таким образом, по схеме — от повторяющейся, устойчивой практики… через правовой обычай к законодательной норме».
Данный вид санкционирования имеет тенденцию права как закона приходить на смену обычаям. Замена обычаев государственно-правовыми нормами может производиться по-разному. В одном случае это санкционирование обычая, при котором правило остаётся прежним, но становится юридическим. В других случаях государственно-правовая норма, приходя на смену обычаю, вносит определённые уточнения (без изменения сути и содержания), делающие конкретное правило более чётким. И ещё один вариант, когда правовая норма появляется как синтез нескольких обычаев. Таким образом, последовательная замена обычаев, превращает их в положительное право.
Следующей формой государственного санкционирования обычая является отсылка к нему в законе. В наше время это самый распространённый вид придания норме государственно-правового характера. Очень важно, что при такой санкции обычай превращается в элемент национального права, не утрачивая при этом характер обычая.
При этом этой форме санкционирования присуще следующее: санкционирование может носить достаточно общий характер, когда в конституциях государств есть ссылка на обычай как источник права; когда в специальных нормативных актах имеются разрешения законодателя в определённых правоотношениях руководствоваться местными обычаями; а также когда диспозитивная норма допускает использование правовых обычаев в случаях, если нет соответствующего законодательства, то есть обычай носит субсидиарный характер.
Наряду с санкционированием норм обычного права, государство, в случае необходимости и целесообразности, может предоставить защиту тех обычаев, которые лежат вне правовой сферы. В данном случае обычай превращают в закон и обеспечивают его применение соответствующей санкцией.
Одной из основных форм санкционирования обычая выступает судебное решение. В случае, когда суды систематически применяют ту или иную норму обычного права, такая норма превращается в санкционированный обычай. При определённых исторических условиях сама юридическая практика может привести к образованию своеобразных судебных обычаев, которая со временем может сложиться, например, в систему английского общего права.
Иногда для применения норм обычного права не обязательна прямая отсылка к ним закона. Нормы обычного права действуют и с «молчаливого согласия» законодателя. Попытка утверждать о том же была сделана Н. И. Разумовичем, Е. В. Колесниковым, Д. Ж. Валеевым.
Надо оговориться, что дальнейший генезис государства сузил санкционирующую роль судов, либо вообще её устранил. Это связано с тем, что государства, во-первых, не применяют такой источник права как правовой обычай, во-вторых, в высших по юридической силе нормативно-правовых актах признают его полноправным источником права, либо, в-третьих, допускают ссылки на обычное право в действующем законодательстве. Таким образом, обычай, применяемый судом, уже является санкционированным государством.
Вопрос о судебном санкционировании обычных норм порождает неоднозначную трактовку. Такие ученые как Г. Ф. Шершеневич, С. Голунский, С. С. Алексеев и другие утверждают, что это один из видов государственного санкционирования. С другой же стороны, Регельсбергер, Г. Кельзен, Д. Ж. Валеев и др., отрицают данный подход (а кроме того и возражают против того, чтобы рассматривать санкцию государством, обычая как признак, превращающий неюридический обычай в правовую норму) и настаивают на том, что «молчаливое согласие» законодателя нельзя рассматривать как санкцию государства. Отсюда первоначальную деятельность судов обычного права несправедливо причислять к государственной.
В конституционном праве многих развивающихся стран имеет место особый вид правового обычая. Потому можно выделить ещё одну форму санкционирования государства — конституционное соглашение, суть которого выражается в создании неписаных поправок к неписаной конституции. Понятие и принцип его действия заимствованы из английской правовой системы, где эти конституционные обычаи являются одним из важнейших источников государственного права. В Великобритании основной закон государства носит неписаный характер. Не найдётся ни одного статута или судебного решения, которые бы провозглашали Великобританию конституционной парламентарной монархией. «Именно соглашения выступают формой выражения механизмов сдерживания и контроля ветвей власти». По мнению Р. Давида, «английское конституционное право казалось бы абсурдным, если его излагать без учёта конституционных обычаев, которым теоретически не придаётся юридический характер, но которые господствуют в английской политической жизни». Чиркин В. Е. определяет эту дефиницию, как обычай, складывающийся в процессе практической деятельности конституционного механизма, на основе конституционных соглашений.

## Известные сборники правовых обычаев
- Русская Правда
- Права, по которым судится малороссийский народ
- Устьянский правильник
- Кутюмы Бовези
- Саксонское зерцало